# Disordine e dolore precoce
Disordine e dolore precoce (Unordnung und frühes Leid) è un racconto lungo di Thomas Mann, pubblicato dapprima nel 1925 nella rivista Neue Rundschau e in volume l'anno successivo.
Il racconto è caratterizzato da forti tinte autobiografiche: la famiglia del professor Cornelius, protagonista della storia, e la sua casa elegante e confortevole alla periferia di Monaco di Baviera durante il primo difficile dopoguerra in Germania sono facilmente riconoscibili come quelle dello stesso autore.

## Storia editoriale
In un breve saggio del 1926, Thomas Mann spiega che la scrittura di Disordine e dolore precoce fu intrapresa dopo che, immediatamente dopo aver terminato La montagna incantata, la rivista Neue Rundschau gli comunicò che intendeva pubblicargli un racconto in occasione dei cinquant'anni di Mann e ciò si incontrava con un suo implicito desiderio «di produrre qualcosa di breve, di perspicuo, per gustare subito, ancora una volta le (rare) gioie del lavoro che si compie tra le nostre mani». Il racconto fu pertanto pubblicato nel numero di giugno del 1925 di Neue Rundschau e l'anno successivo in un volume edito dalla S. Fischer Verlag con le illustrazioni di Karl Walser. Fu tradotto poco tempo dopo in lingua italiana da Lavinia Mazzucchetti e pubblicato dapprima nel 1927 nella rivista "Il Convegno" di Enzo Ferrieri e nel 1929 in un volume edito da Sperling & Kupfer assieme all'altro racconto autobiografico Cane e padrone.

## Trama

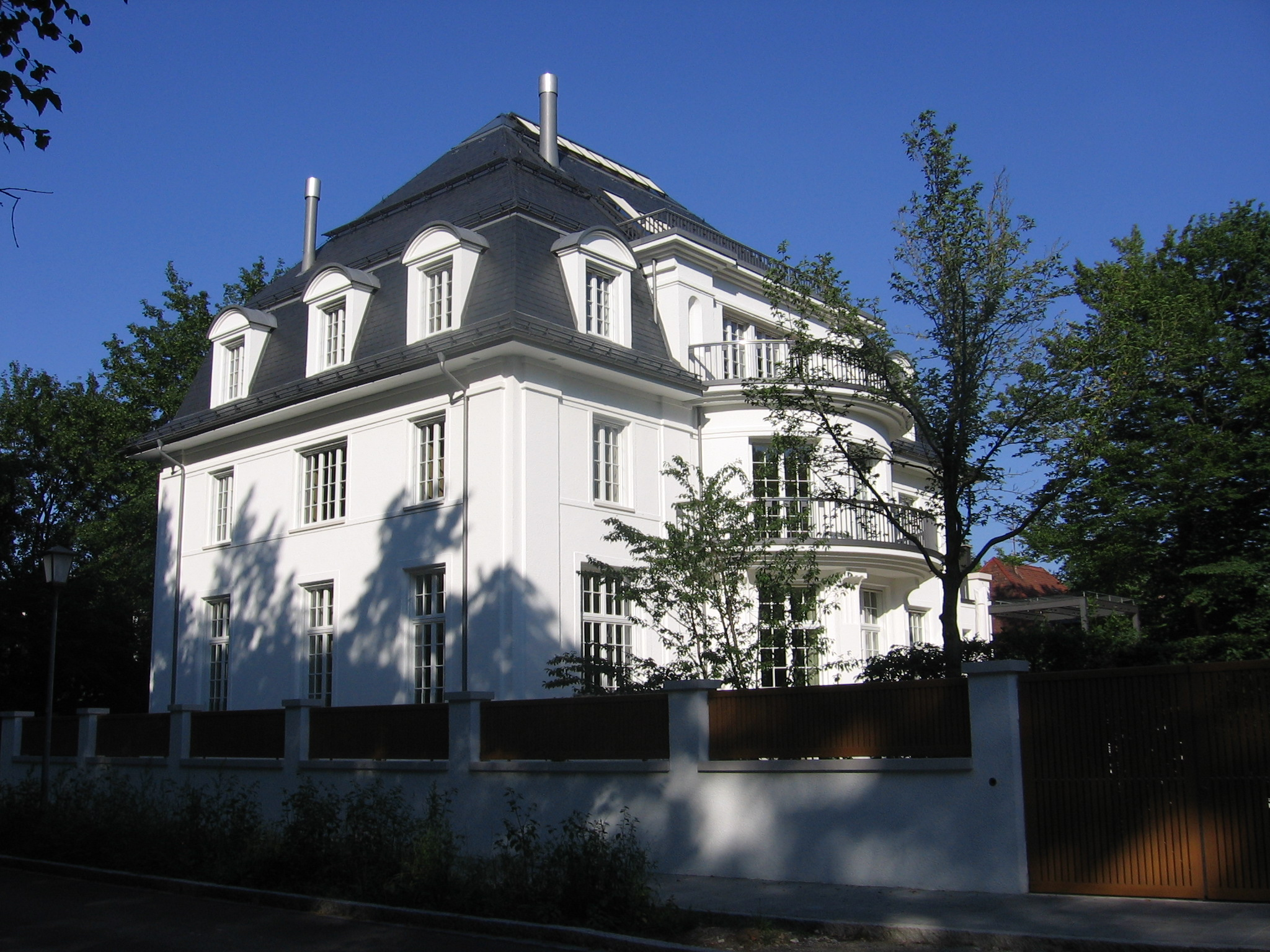
Abitazione di Thomas Manns a Monaco di Baviera, modello dell'abitazione in cui è ambientato il racconto Unordnung und frühes Leid

La vicenda si svolge durante il periodo di gravissima inflazione per la Germania immediatamente successivo alla fine della prima guerra mondiale. Il professor Abel Cornelius insegna storia moderna alla locale università; vive con la moglie, i figli adolescenti Bert e Ingrid e i due minori, oltre alla servitù, in un'elegante villa alla periferia della città.
Nella sua veste di storico ama il passato, il tempo che s'è già radicato nella memoria, mentre gli attuali cambiamenti politici in corso lo trovano scettico e dubbioso, in quanto gli paiono per lo più incoerenti, assurdi e privi d'ogni fondamento di legge condivisa.
I due figli più grandi di Cornelius sono costantemente presi da una sorta di "giocosa eccentricità", che li porta ad intraprendere, nel tentativo di realizzarle, le idee e gli scherzi più strani: come ad esempio imbrogliare nei negozi con la tessera obbligatoria del razionamento del cibo, ancora in vigore dal termine del conflitto.
Sul tram i due ragazzi, un maschio e una femmina, poi si divertono sempre a parlare e discutere ad alta voce di fatti inventati di sana pianta da loro, sia politici che sessuali, scandalizzando così i presenti. I due minori invece stanno crescendo protetti e alquanto viziati tra le cure amorose di tutti i membri della famiglia.
Il maschietto ha quattro anni e, dall'alto della sua dignità offesa, soffre già gravemente delle incomprensioni del prossimo, tendendo così a sviluppare un carattere non molto conciliante, anzi abbastanza scontroso. La femminuccia è invece dominata da una sensibilità esasperata che la porta a scoppiare in lacrime per i motivi apparentemente più futili e nelle situazioni più imprevedibili.
Una sera nella casa del professore si dà una festa, a cui sono stati invitati commercianti arricchiti della nuova borghesia cittadina, l'attore Herzl, un funzionario di banca, la cantante Carmen e un giovane promettente studente di Cornelius di nome Hergesell. Soprattutto i due bambini più piccoli godendo del trambusto allegro e spensierato, sembrano essere felici di come sta procedendo la festa.
Il ventenne Max Hergesell giocosamente invita la bambina a ballare trattandola come una vera e propria partner adulta. Al ritorno da una breve passeggiata compiuta in giardino, afflitto da cupi pensieri riguardanti la situazione storica che il paese si trova ad affrontare e i problemi che gli danno i due figli maggiori, Cornelius viene a sapere che la piccola Lorie è in piena crisi emotiva.
Grida difatti di voler sposare Max, anzi che lo vuole come fratello maggiore; disperata implora il padre d'aiutarla a realizzar questo suo desiderio. Su iniziativa di Xavier, giovane della servitù, Max viene nuovamente chiamato in caso e giunge nella cameretta della bambina, la quale si trova ancora sdraiata sul letto singhiozzante: esattamente come il principe delle favole o il cavaliere del cigno la conforta e consola fino a quando ella non si addormenta beata.
Osservando le profondità abissali del cielo notturno Cornelius riflette sul fatto che il giorno successivo la piccola Lorie avrà già dimenticato la tristezza e disperazione di quella serata, il tutto essendo già divenuto nient'altro che una pallida ombra nel suo ricordo infantile.

## Temi trattati
Al centro dell'intera trama vi è la visione conservatrice del professor Cornelius, amante del passato e desideroso solo di continuar a mantener la tranquilla e ritirata vita che ha sempre condotto. Percepisce le tendenze rivoluzionarie comuniste e anarchiche del tempo come pericolose, nemiche dell'ordine costituito e della legge e fondamentalmente antistoriche.
Il "Disordine" del titolo allude anche alla difficile situazione della Repubblica di Weimar e della crisi economica galoppante senza sosta, ma anche l'estremismo politico e l'incoerenza morale che sembrano caratterizzarla. Il "Dolore" viene invece riferito alle condizioni intime dei figli: i due più grandi già emancipati che bramano far vita d'artisti e partire per il Cairo, rompendo in tal modo il legame dato dall'ambiente familiare; i due piccoli con le loro spigolosità di carattere e morbosa sensibilità.

## Edizioni

### Edizioni in lingua originale
- (DE) Thomas Mann, Unordnung und frühes Leid. Novelle, in Die neue Rundschau, vol. 36, n. 6, Berlin, S. Fischer Verlag, Juni 1925,  pp. 578-611.
- (DE) Unordnung und frühes Leid: Novelle, illustrazioni di Karl Walser, 1ª ed., Berlin, S. Fischer Verlag, 1926.
- (DE) Unordnung und fruhes Leid: erzahlungen 1919-1930, Frankfurt am Main, Fischer Taschenbuch, 1991, ISBN 359629441X.

### Edizioni in italiano
- Disordine e dolore precoce (contiene anche: Il cane e il padrone), traduzione di Lavinia Mazzucchetti, Collezione Narratori Nordici n.1, Milano, Sperling & Kupfer, 1929.
- in Romanzi brevi, trad. e cura di L. Mazzucchetti, Tutte le opere di Thomas Mann vol. IV, Collana I Classici Contemporanei stranieri, Milano, Arnoldo Mondadori Editore, 1955.
- Disordine e dolore precoce, traduzione di e nota di Renata Colorni, Collana Opere brevi n.13, Milano, Henry Beyle, 2022,  p. 192, ISBN 978-88-320-9447-3.